# 13914 Ґейлґант
13914 Ґейлґант (13914 Galegant) — астероїд головного поясу, відкритий 11 червня 1980 року.
Тіссеранів параметр щодо Юпітера — 3,336.